# Mamonia
Mamonia (gr. Μαμώνια) – wieś w Republice Cypryjskiej, w dystrykcie Pafos. W 2011 roku liczyła 51 mieszkańców. Miejscowość leży nad rzeką Diarizos. Przez miejscowość przebiega droga lokalna F616.